# 12182 Storm
12182 Storm (1973 UQ5) là một tiểu hành tinh vành đai chính được phát hiện ngày 27 tháng 10 năm 1973 bởi F. Borngen ở Tautenburg.